# Dobochan
Dobochan (どぼちゃん?) es un videojuego para arcade de tipo medal game publicado por Konami en 1996.

## Personajes
- Pulpo
- delfín
- Cangrejo